# 香川県立三豊工業高等学校
香川県立三豊工業高等学校（かがわけんりつ みとよこうぎょうこうとうがっこう）は、香川県観音寺市大野原町大野原に所在した公立の工業高等学校。通称は「ミトコウ」。2017年4月1日に香川県立観音寺中央高等学校と統合して「香川県立観音寺総合高等学校」となり2017年3月31日をもって閉校した。

## 設置学科
- 全日制課程
  - 機械科
  - 電気科
  - 電子科

## 沿革
- 1962年（昭和37年） - 香川県立三豊工業高等学校として創立。機械科、電気科を設置。
- 1963年（昭和38年） - 電子科を設置。
- 2017年 - 香川県立観音寺中央高等学校と統合し、香川県立観音寺総合高等学校となる[1]。

## 部活動
ラグビー部は全国高等学校ラグビーフットボール大会出場経験あり。
メカトロ部は全日本ロボット相撲大会において2011年（平成23年）大会まで3連覇を達成したが、2012年（平成24年）大会では惜しくも2位、3位と4連覇を逃す。2014年（平成26年）にも全国大会出場。

## アクセス
- 四国旅客鉄道予讃線 豊浜駅から東へ100m

## 出身者
- 高橋卓巳（元陸上選手、棒高跳元日本記録保持者）
- 山内康伸（弁理士）

## 関係する人物
- 上田誠仁 - 元陸上選手、山梨学院大学陸上競技部監督。当校で教諭をしていたことがある。